# ブライアン・ヤング (1986年生のアイスホッケー選手)
ブライアン・ヤング（Bryan William Young、1986年8月6日 -）は、カナダ連邦オンタリオ州セルウィン出身の大韓民国に帰化した元プロアイスホッケー選手。ポジションはディフェンス。

## 経歴
オンタリオホッケーリーグのピーターボロ・ピーツで4年間プレーし、186試合に出場した。彼は攻撃的な役割では知られておらず、在籍中の総得点はわずか30点であった。その代わり、張り付き形の堅固なディフェンス選手として見なされていた。
2004年のNHLドラフト5巡目(全体146位)でエドモントン・オイラーズから指名され、入団。
2006–07シーズンからアメリカンホッケーリーグのミルウォーキー・アドミラルズでプレーを始めたが、オイラーズが2軍チームを保持していなかったため、間もなくイーストコースト・ホッケー・リーグのストックトン・サンダーに送られた。その後、ウィルケス・バレ/スクラントン・ペンギンズの枠に余裕があったことから、そこへ移った。
負傷を頻発したことから、2007年3月にエドモントン・オイラーズに呼び戻された。
2007–08シーズンはオイラーズと新たに提携したアメリカンホッケーリーグ(AHL)のスプリングフィールド・ファルコンズでプレーした。
2010年6月、フリーエージェントとなり、アジアリーグアイスホッケーのHigh1と1年契約を結んだ。
2014年1月21日、韓国国籍を取得。

## 詳細情報

### 代表歴
- 2014年アイスホッケー世界選手権韓国代表
- 2016年アイスホッケー世界選手権韓国代表
- 2017年アジア冬季競技大会アイスホッケー韓国代表
- 2017年アイスホッケー世界選手権韓国代表
- 2018年オリンピック男子アイスホッケー韓国代表
- 2018年アイスホッケー世界選手権韓国代表